# روتاکا ایرلاینز
روتاکا ایرلاینز (به انگلیسی: RUTACA Airlines) یک شرکت هواپیمایی است که در تاریخ ۱۹۷۴ میلادی تأسیس شده است. دفتر مرکزی روتاکا ایرلاینز در سیوداد بولیوار، ونزوئلا واقع شده‌است و قطب این شرکت هواپیمایی در فرودگاه توماز جی اریس قرار دارد و به ۵ مقصد، پرواز انجام می‌دهد.